# 吉田一枝
吉田一枝（よしだ かずえ、男性、1893年7月3日-1974年4月1日）は、日本の法学者。
秋田県出身。札幌第一中学校卒、1918年京都帝国大学法学部卒、大阪鉄工所（日立造船〈現：カナデビア〉の前身）に入り1920年より社命で米国に学ぶ。22年帰国、康徳学園で教え、1928年関西大学法学部教授、1949年大阪商業大学・大阪学芸大学教授（兼任）、1957年退職し弁護士を開業、京都産業大学・梅花女子大学教授を兼ねる。

## 著書
- 『日本憲法学講義 上巻』甲文堂書店 1935
- 『日本憲法特質論』甲文堂書店 1935
- 『日本憲法学講義 昭和11年度』甲文堂書店 1936

共著
- 『外国憲法概説 ソ同盟・中共・アメリカ合衆国憲法』今井直重共著 三和書房 1956

記念論文集
- 『法学及び政治学の諸問題 吉田一枝教授還暦記念』今井直重、川端末人,広岡隆編 ミネルヴァ書房 1957

## 論文
- 吉田一枝「戦争の放棄に就いて」『自由と正義』第2巻第4号、日本弁護士連合会、1951年4月、14-15頁、ISSN 04477480、NAID 40001735139。
- 吉田一枝「日本国憲法はどうして確定されたか」『大阪学芸大学紀要 A 人文科学』第1号、大阪学芸大学、1952年、133-153頁、ISSN 03893405、NAID 40000290747。
- 吉田一枝「所謂「戦争の放棄」に就いて」『大阪学芸大学紀要 A 人文科学』第2号、大阪学芸大学、1954年3月、173-194頁、ISSN 03893405、NAID 40000290766。
- 吉田一枝「日本国憲法成立過程の真相」『法政論叢』第4号、関西法政学会、1956年、ISSN 03865266、NAID 40003488863。